# Biman Bangladesh Airlines
A Biman Bangladesh Airlines comumente conhecida apenas como Biman é uma companhia aérea nacional de Bangladexe. Seu hub principal no Aeroporto Internacional Hazrat Shahjalal em Daca, com seus vôos também operando em seus hubs secundários no Aeroporto Internacional Shah Amanat em Chatigão e também no Aeroporto Internacional Osmani em Sylhet. A companhia aérea fornece serviços internacionais de transporte de passageiros e carga para vários destinos e possui acordos de codeshare com 42 países. A sede da companhia aérea, Balaka Bhaban, está localizada em Kurmitola, na parte norte de Daca. Voos anuais do Hajj; transporte de turistas, migrantes e trabalhadores não residentes de Bangladexe; e as atividades de suas subsidiárias fazem parte integrante dos negócios corporativos da companhia aérea. O setor aéreo de Bangladexe, que está apresentando uma taxa de crescimento anual de 8%, graças a um grande número de turistas de saída, turistas domésticos e viajantes não residentes de Bangladexe, é muito competitivo com a forte concorrência entre várias companhias aéreas privadas de Bangladexe, bem como a Biman.

## Frota

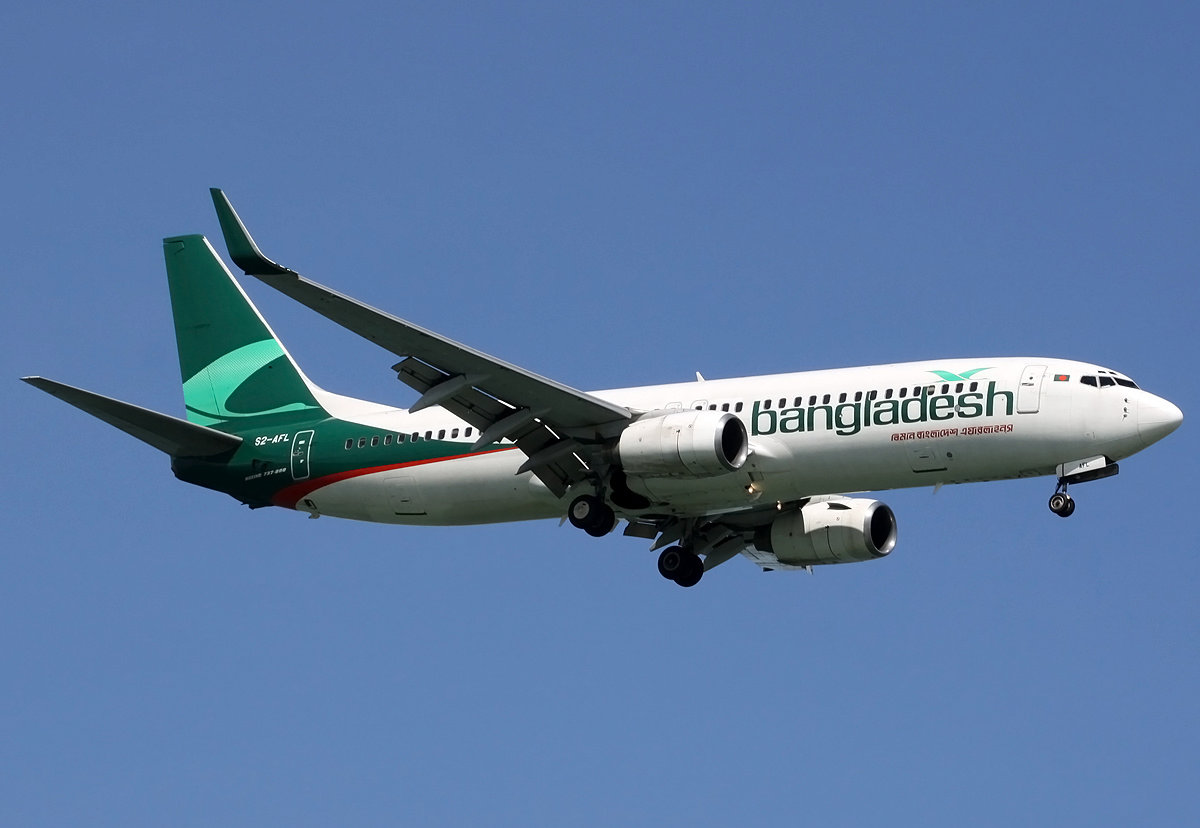
Biman Boeing 737-800 na curta final do Aeroporto Changi de Singapura in 2010.

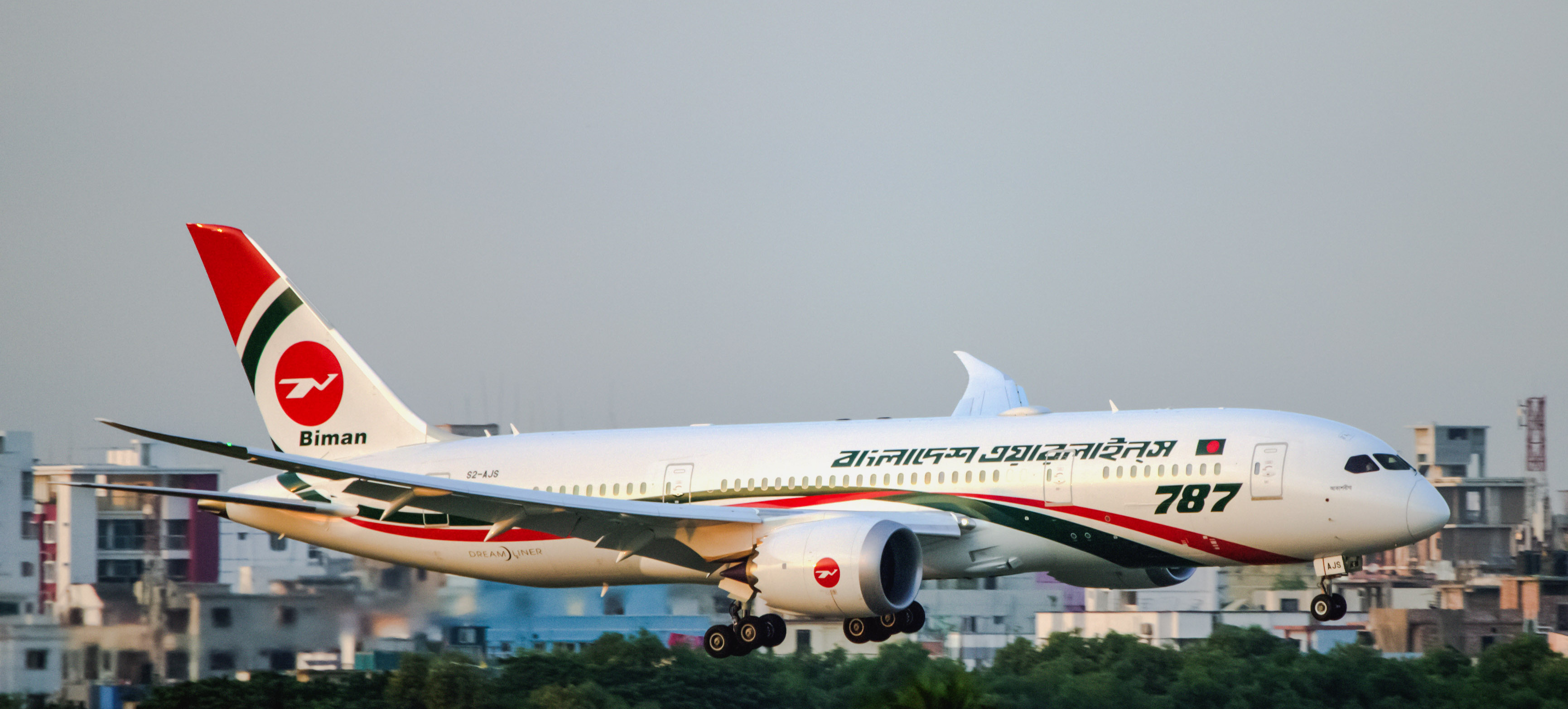
Biman Bangladesh Airlines Boeing 787-8 na aproximação final do Aeroporto Internacional Hazrat Shahjalal em Daca em 2018.

Em agosto de 2019 a frota da Biman eram das seguintes aeronaves:
| Aeronave               | Em serviço | Pedidos | Passageiros | Passageiros | Passageiros | Passageiros | Notas |
| Aeronave               | Em serviço | Pedidos | C           | S           | Y           | Total       | Notas |
| ---------------------- | ---------- | ------- | ----------- | ----------- | ----------- | ----------- | --- |
| Boeing 737-800         | 6          | —       | 12          | —           | 150         | 162         | Quatro aeronaves entre as seis são alugadas. Dois em um contrato de arrendamento de 5 anos da GECAS. Dois em um contrato de arrendamento de 6 anos da ALAFCO. |
| Boeing 777-300ER       | 4          | —       | 35          | —           | 384         | 419         | |
| Boeing 787-8           | 4          | —       | 24          | —           | 247         | 271         | [ 4 ] |
| Boeing 787-9           | 2          | —       | 30          | 21          | 247         | 298         | [ 5 ] [ 6 ] [ 7 ] |
| Bombardier Dash 8 Q400 | 2          | 5       | —           | —           | 74          | 74          | Um em um contrato de 5 anos da Smart Aviation Cinco aeronaves a serem entregues até 2021 a partir de maio de 2020.                                            |
| Total                  | 18         | 5       |             |             |             |             | |